# 10-Yard Fight
 (août 2020).
Si vous disposez d'ouvrages ou d'articles de référence ou si vous connaissez des sites web de qualité traitant du thème abordé ici, merci de compléter l'article en donnant les références utiles à sa vérifiabilité et en les liant à la section « Notes et références ».
10-Yard Fight est un jeu de football américain sorti en 1983, développé par Irem.

## Système de jeu
Vous dirigez l'équipe bleu et devez battre l'équipe rouge.
Le seul paramétrage du jeu se limite à modifier le niveau de compétence de votre adversaire, c'est-à-dire :
- High school Team
- College Team
- Professional Team
- PlayOff Team
- Super Bowl Team

L'engagement du match est toujours donné à l'équipe adverse.
Dans le déroulement du jeu, on ne peut pas faire de choix tactiques, tout est géré automatiquement. Une partie dure 10 minutes hors arrêt de jeux. Votre équipe est toujours en bas de l'écran, ce qui fait que votre sens d'avancée est de bas en haut. La vue est de dessus et la caméra se déplace via un défilement vertical.